# Baraona
Pour les articles homonymes, voir Barahona.
Baraona est une commune espagnole de la province de Soria en Castille-et-León anciennement connue sous le nom de Barahona. Son économie se base sur l’aridoculture et l’élevage d’ovins.